# Jean-Charles Monneraye
Jean-Charles Monneraye est un joueur français de volley-ball né le 25 août 1980 à Vannes (Morbihan). Il mesure 2,10 m et joue central. Il totalise 152 sélections en équipe de France de 2001 à 2006.

## Clubs
| Club                | Pays   | De        | À         |
| ------------------- | ------ | --------- | --------- |
| Montpellier UC      | France | 2000-2001 | 2001-2002 |
| Dunkerque DDF       | France | 2002-2003 | 2002-2003 |
| Tourcoing LM        | France | 2003-2004 | 2006-2007 |
| Saint-Brieuc CAVB   | France | 2007-2008 | 2009-2010 |
| VC Michelet Halluin | France | 2010-2011 | 2010-2011 |
| Harnes Volley-Ball  | France | 2011-2012 | 2012-2013 |
| Rennes Volley 35    | France | 2014-2015 | 2014-2015 |

## Palmarès
- Coupe de France
  - Finaliste : 2005, 2007
- Ligue mondiale
  - Finaliste : 2006
- Championnat du monde masculin de volley-ball des moins de 21 ans 
  - Finaliste : 1999

## Autres
Depuis 2010, Jean-Charles Monneraye fait partie de l'association LBA (little big adventure), spécialisée dans les chasses au trésor pour entreprises et particuliers